# Economia de la República de Guinea

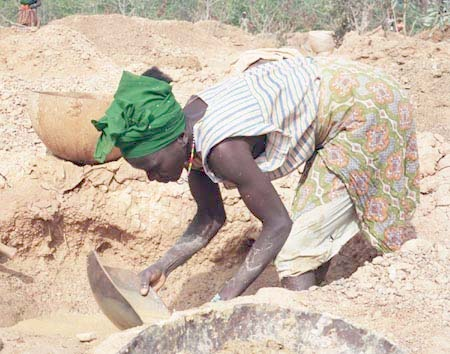
Dona treballa en l'extracció d'or.

L'economia de la República de Guinea és la d'un dels països més pobres del món i depèn de l'ajuda internacional, malgrat tenir importants reserves minerals, d'energia hidroelèctrica i agrícoles. De fet, el producte interior brut va disminuir un 16% durant la dècada de 1990.